# Новый либертарный манифест
«Но́вый либерта́рный манифе́ст» (англ. New Libertarian Manifesto) — фундаментальная работа по философии агоризма американского политического философа Сэмюэля Эдварда Конкина III, в которой он изложил своё видение функционирования будущего либертарного (свободного) общества, а также примеры существующих серого и чёрного рынков. В работе содержится критика использования силовых либо политических (т. е. протестных или легальных акций по изменению государственных норм) методов для построения свободного общества в пользу использования неполитических и неэлекторальных стратегий. И главное, Конкин описывает основополагающую стратегию ликвидации государства с помощью чёрного рынка, известную как контрэкономика.
Манифест планировалось опубликовать в 1975 г., но пришлось ждать немного дольше. Он был опубликован на чёрном рынке, без предоставления копии в Библиотеку Конгресса. Манифест впервые был издан «Anarchosamizdat Press» в октябре 1980 г., а впоследствии был переиздан «Koman Publishing Co.» в феврале 1983 г. и «KoPubCo» в 2006 г. После того как были распроданы 1000 «обычных» экземпляров и ещё 1500 «улучшенных», Конкин назвал свою работу «чёрнорыночным бестселлером».
В 2012 г. издательством Анархосамиздат-пресс было выпущено первое издание на русском языке (ISBN 978-1-62154-749-5).

## Отзывы

### Мюррей Ротбард
Манифест подвергся систематической критике в четырёх частях со стороны видного экономиста австрийской школы и теоретика анархо-капитализма Мюррея Ротбарда, одного из основных предшественников работы Конкина. Высказанную в манифесте идею о том, что наёмный труд является нежелательным и должен исчезнуть, Ротбард назвал абсурдной, отметив что промышленное производство не сможет существовать только за счёт приглашения независимых подрядчиков, из-за чрезмерно высоких в данном случае трансакционных издержек. Ротбард также заметил, что нет никакой необходимости каждому наёмному работнику выкупать средства производства в свою собственность, если для него выгоднее работать на собственности работодателя-капиталиста. Также Ротбарду казалось маловероятным, что чёрный рынок сможет составить реальную конкуренцию белому рынку в сфере предоставления таких товаров как автомобили, сталь, цемент, имеющих меньшую стоимость и куда более неудобных для контрабандной торговли чем драгоценные камни, золото, наркотики и т.д. Ротбард считал, что чёрный рынок в любом случае неэффективен как средство свержения авторитарного режима, и возможно даже экономически поддерживает существование неспособных по-иному обеспечить себя систем, таких как Советский Союз. Однако Ротбард высказал и несколько положительных замечаний, сказав что «работа Конкина бесспорно заслуживает внимания, хотя бы потому, что нам нужно больше полицентризма в движении; а Конкин встряхивает за шкирку погрязших в своей бездумной самоуспокоенности партократов. Но главное, потому, что он глубоко заботится о свободе и может защищать её словом и на письме, а эти качества очень редко встречаются в современном либертарном движении.» На критику Ротбарда последовал ответ со стороны Конкина.

### Другие
Либертарий Роберт Лефевр приветствовал эту работу как «наиболее последовательную в целях и методах» и утверждал, что «она заслуживает того, чтобы иметь влияние, и будет иметь влияние на многих „старых левых“.»